# Nhãn (khoa học máy tính)
Nhãn (tiếng Anh: label) trong ngôn ngữ lập trình là một chuỗi các kí tự để xác định một vị trí trong mã nguồn. Trong hầu hết ngôn ngữ, nhãn mang hình thức như một định danh, thường được theo sau bởi một often followed by a kí tự dấu câu (ví dụ như dấu hai chấm). Trong nhiều ngôn ngữ lập trình bậc cao, nhãn đóng vai trò như là đích đến của câu lệnh GOTO.  Nhãn trong hợp ngữ có thể được sử dụng ở bất cứ nơi nào có địa chỉ cụ thể (ví dụ như là toán hạng của lệnh JMP hay MOV). Trong Pascal và các biến thể từ nó cũng vậy. Một số ngôn ngữ như Fortran và BASIC hỗ trợ nhãn số (numeric label). Nhãn cũng được dùng để xác định điểm vào của một chuỗi câu lệnh được biên dịch (như trong quá trình gỡ lỗi).

## Ví dụ

### Javascript
```
top
:
 
//Label the outermost for-loop.

for
 
(
var
 
i
 
=
 
0
;
 
i
 
<
 
4
;
 
i
++
)
 
{

    
for
 
(
var
 
j
 
=
 
0
;
 
j
 
<
 
4
;
 
j
++
)
 
{

        
if
 
(
j
 
===
 
3
 
&&
 
i
 
===
 
2
)
 
{

            
alert
(
"i="
 
+
 
i
 
+
 
", j="
 
+
 
j
);
 
//i=2, j=3

            
break
 
top
;

        
}

    
}

}

alert
(
"i="
 
+
 
i
 
+
 
", j="
 
+
 
j
);
 
//i=2, j=3

```